# Gera
Gera /ˈɡeːʀa/ è una città extracircondariale di 91 368 abitanti della Turingia, in Germania.
È, dopo la capitale Erfurt e Jena, la terza città per popolazione del Land.
Fu per secoli, dal 1564 al 1918, capitale della Contea del Sacro Romano Impero, poi Principato sovrano, di Reuss-Gera.

## Amministrazione

### Gemellaggi
Gera è gemellata con:
- Arnhem
- Fort Wayne
- Goražde
- Kuopio
- Norimberga
- Plzeň
- Pskov
- Rostov sul Don
- Saint-Denis
- Skierniewice
- Sliven
- Timișoara